# Saqqaq-kulturen
Saqqaq-kulturen (opkaldt efter bygden Saqqaq, hvor man har gjort mange arkæologiske fund) er den anden kendte civilisation i Grønland. Den eksisterende fra omkring 2500 f.Kr. til 800 f.Kr. primært i det sydlige Grønland. Denne kultur eksisterede samtidig med Independence I-kulturen i Nordgrønland (der udviklede sig omkring 2400 f.Kr. og varede til 1300 f.Kr.). Efter Saqqaq-kulturen forsvandt, opstod Independence II-kulturen i Nordgrønland og Tidlig Dorset-kulturen i Vestgrønland.
Saqqaq-kulturen kom fra Canada til Vestgrønland. Kulturen forsvandt som følge af koldere klima.